# Invasion of the Body Snatchers (pel·lícula de 1956)
Invasion of the Body Snatchers (literalment, La invasió dels lladres de cossos) és una pel·lícula estatunidenca del 1956 de ciència-ficció i terror dirigida per Don Siegel. Està basada en la novel·la The Body Snatchers de Jack Finney i la protagonitzen Kevin McCarthy, Dana Wynter, King Donovan, Carolyn Jones i Jean Willes.
La pel·lícula es va incorporar l'any 1994 a l'arxiu National Film Registry de la Biblioteca del Congrés dels Estats Units.

## Argument
La pel·lícula narra una invasió extraterrestre en què tot d'espores provinents de l'espai exterior donen origen a unes tavelles d'on surten còpies idèntiques d'éssers humans. La intenció d'aquests extraterrestres és reemplaçar tota la raça humana amb còpies però sense cap mena de sentiment.
Tot gira al voltant de la història del doctor Miles Bennell, un metge de província que torna al poble de Santa Mira després d'un congrés mèdic. En tornar-hi, es troba amb una situació estranya: alguns dels seus parents li asseguren que un parent proper no és qui diu ser, que té la seva aparença i els seus records, però que no té sentiments. Després d'un o dos dies, aquell pacient torna a la consulta per dir-li que tot ha tornat a la normalitat i que no se n'ha d'amoïnar més.
Sopant en un restaurant misteriosament buit, en Bennel rep la trucada d'un amic que, sense donar cap detall, li demana que vagi a casa seva. En arribar-hi, l'amic i la seva dona li ensenyen un estrany cadàver, un cos amb la complexió d'un adult, però sense cap tret definit, ni tan sols les empremtes dactilars.
Amb una tensió que no para de créixer, descobreixen que els habitants del petit poble de Santa Mira estan sent substituïts per rèpliques exactes que naixen d'unes misterioses tavelles. Es tracta d'una invasió invisible.

## Repartiment
- Kevin McCarthy: Miles Bennell
- Dana Wynter: Becky Driscoll
- Larry Gates: Dan Kauffman
- King Donovan: Jack Belicec
- Carolyn Jones: Theodora "Teddy" Belicec
- Virginia Christine: Wilma Lentz
- Jean Willes: Sally Withers
- Kenneth Patterson: Stanley Driscoll
- Whit Bissell: Dr. Hills (no surt als crèdits)
- Richard Deacon: doctor (no surt als crèdits)

## Versions posteriors
- Invasion of the Body Snatchers, remake de 1978 dirigit per Philip Kaufman i protagonitzat per Donald Sutherland i Brooke Adams
- Body Snatchers, pel·lícula de 1993 dirigida per Abel Ferrara
- The Faculty, pel·lícula de 1998 dirigida per Robert Rodriguez
- Invasió, sèrie de l'any 2005
- Invasió, pel·lícula de 2007 dirigida per Oliver Hirschbiegel i protagonitzada per Nicole Kidman i Daniel Craig